# KEB Automation
KEB Automation ist ein deutscher Hersteller von Antriebs- und Automatisierungstechnik mit Hauptsitz in Barntrup (Ostwestfalen-Lippe). Die KEB Gruppe ist weltweit bekannt für leistungsstarke und anwendungsspezifisch entwickelte Antriebs- und Steuerungstechniklösungen.

## Geschichte

Firmenzentrale der Karl E. Brinkmann GmbH 1972

1972 gründete Karl-Ernst Brinkmann die Karl E. Brinkmann GmbH. Das Unternehmen entwickelt, produziert und vertreibt elektromagnetische Kupplungen und Bremsen. In den 1980er Jahren kam die Antriebstechnik hinzu, 1993 ein Werk für Getriebemotoren und in den 2000ern auch die Steuerungstechnik. Mit neuen cloudbasierten Dienstleistungen im Bereich IIoT bietet KEB heute die Automatisierungslösung aus einer Hand. Das zeigt sich auch im Firmennamen: 2017 wurde aus der Karl E. Brinkmann GmbH die KEB Automation. Der Zusatz „Automation“ im Firmennamen unterstreicht die aktive Ausrichtung von der bisherigen Positionierung in der Antriebstechnik hin zum Systemlieferanten für den Maschinenbau. KEB Automation ist in zweiter und dritter Familiengeneration inhabergeführt.
Gestartet mit sechs Beschäftigten, hat sich das Unternehmen zu einem weltweit agierenden Unternehmen entwickelt, für das mehr als 1.500 Mitarbeitende – davon rund 950 am Hauptsitz Barntrup – arbeiten. KEB legt großen Wert auf Forschung und Entwicklung. So unterhält KEB eine eigene Abteilung, die sich unter anderem Fragen der Grundlagenforschung widmet und neue Produkte und Lösungen kundenspezifisch entwickelt. Das Unternehmen beteiligt sich an diversen Forschungsprojekten und ist eines von 27 Kernunternehmen im BMBF-Spitzencluster it’s OWL – Intelligente Technische Systeme OstWestfalenLippe.

### Struktur
Neben der Zentrale in Barntrup besteht die KEB Gruppe aus zehn Tochtergesellschaften:

Auf 60.000 m² gewachsen: Firmenzentrale von KEB Automation im Jahr 2022

- KEB Antriebstechnik GmbH Getriebemotorenwerk (Schneeberg, Deutschland)
- KEB Automation GmbH (Marchtrenk, Österreich)
- Societe Francaise KEB SASU (Paris, Frankreich)
- KEB Italia S.r.l. Unipersonale (Mailand, Italien)
- KEB PTT (Shanghai, China)
- KEB UK Ltd. (Wellingborough, Großbritannien)
- KEB America, Inc. (Minneapolis, USA)
- KEB Japan Ltd. (Tokio, Japan)
- KEB Automation AG (Pfäffikon, Schweiz)

Darüber hinaus bestehen weltweit Partnerschaften mit über 50 Partner-Unternehmen für Vertrieb und Service.

## Anwendungsbereiche
Anwendungsspezifische Entwicklungen und Lösungen sind ausschlaggebend für das stetige Wachstum der KEB Gruppe. Die wichtigsten Applikationsbereiche, in denen heute KEB-Produkte eingesetzt werden, sind:
- Kunststoffmaschinen
- Holzbearbeitungs- und Werkzeugmaschinen
- Logistiksysteme und Liftanwendungen
- Textilmaschinen
- Verpackungs- und Lebensmittelverarbeitungsmaschinen
- Prozesstechnologie
- Windenergie
- eMobility

## Produktportfolio
Das Portfolio der KEB Gruppe lässt sich grundlegend in fünf Bereiche untergliedern:
- Industrial Internet of Things und Automatisierungsplattform: KEB setzt zunehmend auf IIoT und hat erste Anwendungen entwickelt, die Unternehmensdaten für Effizienzsteigerungen nutzen. Konkret wird etwa die technische Anbindung diverser Systeme, Komponenten oder Sensoren mittels passender Hard- und Software oder die Visualisierung und Analyse der Daten ermöglicht.
- Control & Automation: KEB Automation bietet umfangreiche Hardwarelösungen in Kombination mit Softwarefunktionalitäten von der Anzeige bis zum Bewegungsprofil. Flexible und wirtschaftliche Automatisierungslösungen erlauben eine maximale Nutzung von technologischen Entwicklungen in breiten Anwendungsfeldern.
- Antriebstechnik: Unter anderem stellt KEB Automation Antriebsregler her, die auf KEB-Motoren und Steuerungen abgestimmt sind und effizient in andere Systeme integriert werden können. Die Produkte im Bereich der Antriebstechnik sind ausgelegt für Anwendungen als Einzelachsantrieb, erweitert durch die Baureihe für den Multiachsbetrieb mit direkter Zwischenkreiskopplung, sowie Ein- und Rückspeisesysteme. Die Prozessoptimierung übernehmen Drive Controller und Servoumrichter in gesteuerten und geregelten Versionen. Mit dem COMBIVERT F6 bietet KEB beispielsweise einen leistungsstarken und kompakten Umrichter, der für unterschiedliche Motortechnologien anwendbar ist. Abdeckt werden Leistungen von 2,2 kW bis 450 kW. Der Applikationsumrichter ermöglicht die Echtzeitkommunikation mit einer übergeordneten Steuerung. Zudem lässt sich unter anderem das Kühlkonzept im Schaltschrank individuell an die Anforderungen des Maschinenherstellers anpassen.
- Motoren & Getriebe: Als universelle Arbeitsmaschine werden etwa Asynchronmotoren produziert. Auch stellt KEB Automation Synchronmotoren her, die mit kompakten Abmessungen, geringer Massenträgheit und hohem Impulsmoment für hochdynamische Anwendungen genutzt werden.
- Bremsen & Kupplungen: Elektromagneten für das Starten, Stoppen, sichere Halten und Positionieren von Wellen in Maschinen und Anlagen sind seit Jahrzehnten Teil des Produktportfolios. Elektromagnetkupplungen und Elektromagnetbremsen von KEB Automation finden sich in den unterschiedlichsten Anwendungsbereichen wie Motoren und Getriebemotoren, Fahrwerken, Kranen, Aufzugsanlagen, Landmaschinen, der Medizintechnik oder Windenergieanlagen.
- Netzdrosseln, Bremswiderständen, EMV-Filtertechnik, diverse Ausgangsfilter für den Motorschutz und konfektionierte Signal- und Motorleitungen ergänzen das Portfolio.